# Qualificazioni al campionato mondiale di calcio 1998 - Interzona
Le due squadre che hanno partecipato agli spareggi interzona sono stati l'Iran, in quanto perdente dello spareggio della zona asiatica, e l'Australia, in quanto vincitrice della zona oceaniana.
L'andata si è giocata il 22 novembre 1997, il ritorno il 29 novembre 1997.

## Spareggio AFC-OFC
| Arbitro: | Pairetto |

|           |           |            |
| Azizi 40’ | Marcatori | 19’ Kewell |

| Arbitro: | Puhl |

|                          |           |                       |
| Kewell 32’ A. Vidmar 48’ | Marcatori | 77’ Bagheri 80’ Azizi |

- L'Iran si è qualificata con un risultato aggregato di 3-3, grazie alla regola dei gol fuori casa.